# 青森市立南中学校
青森市立南中学校（あおもりしりつ みなみちゅうがっこう）は、青森県青森市緑2丁目にある公立中学校。青森県内では初となる「教科教室制」を導入した。

## 概要
- 校訓は「考える人」であり、各教室にはロダンの考える人が飾られている
- 青森市の友好提携都市であるケチケメート市のアラニ・ヤノーシュ中学校と友好提携している。
- 野脇・第一の両中学校の合併で誕生した。もともと、野脇中学校の在籍数が増加しすぎたため第一中学校を分離独立したものが、再編された。
- 2004年度から2学期制を青森市立浜田小学校と共に導入している。これは青森市内の中学校としては初の試みであった[1]。2024年度の生徒数は606人であり、これは市内一の人数である。
- 浦町中学校と共に青森市随一の学力を誇っており、毎年、県内で最も偏差値の高い青森高校に40人程度進学者がいる。

## 沿革
- 1970年（昭和45年）
  - 4月1日 - 野脇中学校と第一中学校の統合によって開校した。ただし、校舎は、この時点では統合せず、南中学校野脇校舎・南中学校第一校舎として、それぞれ存続（名目上の統合）。同日、校章制定。
  - 12月17日 - 「創立と校歌制定を祝う会」が、青森市民会館大ホールで開催された。
- 1972年（昭和47年）
  - 3月11日 - 新校舎竣工。
  - 3月27日 - 新校舎に移転。
  - 4月1日 - 統合南中学校が実質的に発足（事実上の完全統合）。
  - 4月6日 - 統合新校舎での授業開始。
  - 11月22日 - 体育館竣工。校舎新築落成記念式典挙行。
- 1976年（昭和51年）4月1日 - 特殊学級1学級増。
- 1977年（昭和52年）8月24日 - 水泳プール竣工。
- 1980年（昭和55年）10月18日 - 創立10周年記念式典挙行。
- 1987年（昭和62年）6月25日 - 運動部室移転10棟完成。
- 1989年（平成元年）10月20日 - 創立20周年記念式典挙行。同日、南中賛歌「ここは南中」制定。
- 1994年（平成6年）10月17日 - 屋内運動場改修工事完了。
- 1995年（平成7年）11月22日 - グラウンド改修工事完了。
- 2004年（平成16年）4月1日 - 2学期制を青森市立浜田小学校と共に導入している。これは青森市内の中学校としては初の試みであった[1]。
- 2019年（令和元年）11月1日 - 創立50周年記念式典挙行[2]。
- 2020年（令和2年）3月2日 - 新型コロナウイルス感染症の影響で緊急事態宣言発表に伴い学校での活動休止（臨時休校）。※青森市内すべての小中学校対象。※同月26日までを予定。
  - 3月24日 - 青森県八戸市で初の県内感染者、これに伴い4月5日まで臨時休校延長。
  - 4月3日 - 同月17日までの臨時休校再延長。
    - 7日 - 入学式開催。新型コロナ対策として同校初の試みとなる「Zoom」での配信実施。
    - 8日 - 遠隔授業開始。同市・同校初の試みであり、各種メディアの取材や他校教員が取り組みを見学することもあった。
    - 16日 - 5月6日までの臨時休校延長発表。

  - 5月1日 - 同月10日までの臨時休校再延長発表。
    - 11日 - 学年別分散登校開始。遠隔授業も継続。
    - 25日 - 全学年通常登校・授業再開。

  - 6月 - 新型コロナウイルス感染症により授業日数及び授業時間確保の目的から“45分7時間授業”を実施（学年一斉の校内遠隔授業等）[3]。

## 学区
- 本町一丁目～三丁目。安方一丁目の一部。安方二丁目。新町一丁目の一部。新町二丁目。中央一丁目～四丁目。長島一丁目～四丁目。古川一丁目の一部。古川二丁目の一部。古川三丁目の一部。八ッ役字矢作。浦町（字奥野の一部、字橋本）。浜田（字玉川の一部、字豊田の一部）。桂木一丁目～四丁目。緑一丁目～三丁目。青葉一丁目～三丁目。荒川（字成瀬の一部、字藤戸の一部）。第二問屋町一丁目。第二問屋町二丁目の一部。第二問屋町三丁目の一部。東大野一丁目・二丁目。浜田一丁目～三丁目。
- 青森中央大橋が昭和60年代に開通するまでは、東北本線を境とした海手側の学区（安方・古川・新町・本町・中央・長島地区）の生徒は、通学時に大幅な遠回りを強いられていた（同校の学区は青森機関区や旧青森操車場などの国鉄関連の施設を跨いでおり、国鉄職員以外が東北本線を超えて南北を往来するには、八甲田大橋か旭町地下道を利用しなければならなかったため）。

## 在籍者数
出典
- 青森市立南中学校 公式サイト 学校情報[4]
- 教職員・生徒数

### 生徒数
| 学年         | 学年             | 学級数 | 生徒数 | 生徒数 | 生徒数 |
| 学年         | 学年             | 学級数 | 男子   | 女子   | 計     |
| ------------ | ---------------- | ------ | ------ | ------ | ------ |
| 1学年        | 1学年            | 7      | 104    | 103    | 207    |
| 2学年        | 2学年            | 6      | 116    | 105    | 221    |
| 3学年        | 3学年            | 5      | 100    | 89     | 189    |
| 特別支援学級 | 自閉症・情緒学級 | 2      | 7      | 2      | 9      |
| 特別支援学級 | 知的障害         | 1      | 3      | 2      | 5      |
| 特別支援学級 | 弱視             | 1      | 2      | 0      | 2      |
| 計           | 計               | 22     | 332    | 301    | 633    |

### 教職員数
| 校長 | 教頭 | 教諭・講師 | 養護教諭 | 事務職員 | 非常勤講師 | スクールサポートスタッフ（SSS） | 特別支援教育支援員 | ALT | スクールカウンセラー | 技能職員 | 計 |
| ---- | ---- | ---------- | -------- | -------- | ---------- | ------------------------------- | ------------------ | --- | -------------------- | -------- | -- |
| 1    | 1    | 36         | 1        | 2        | 1          | 1                               | 1                  | 1   | 1                    | 2        | 48 |

## 出身著名人
- 小野寺晃彦（元青森市長）[5]
- 西秀記（青森市長）
- 山谷清文（青森県議会議員）
- 内山千早（RAB企画取締役、青森放送パーソナリティ・パフォーマー・タレント・歌手）
- 春日井静奈（女優）
- 石田健佑（秋田県大館市長）
- 稲葉千秋（ABA青森朝日放送アナウンサー）

## 友好提携校
- ケチケメート市アラニ・ヤノーシュ中学校（ハンガリー）

## 周辺
- 学校法人公徳学園第一南幼稚園 - 敷地が隣接
- 奥野中央公園
- 奥野西公園

## アクセス
- 青森市営バス新町線[6]「南中学校」バス停下車後、徒歩約230m・約4分（運行は平日朝1本の青森朝日放送発青森駅行のみ）。
- 青森市営バス「大野十文字」バス停下車後、徒歩約575m・約9分。
- 青森市営バス・JRバス東北横内線「サンロード前」バス停下車後、徒歩約780m・約12分。
- 青森自動車道青森中央ICから、車で約2.5km・約4分。

## 参考資料
- 『新青森市史 別編教育（別巻） 年表・学校沿革』（青森市・2000年3月発行）「学校沿革 （二）中学校」223頁～224頁「南中学校 変遷」（1995年の項まで）